# Alexandre de Laborde

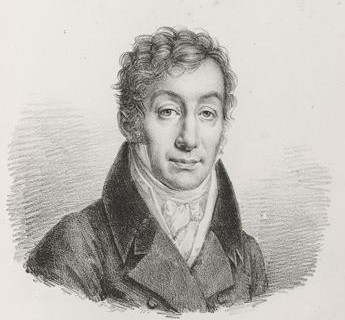
Alexandre de Laborde

Alexandre de Laborde, vollständig Louis-Joseph-Alexandre, comte de Laborde, auch Alexandre Louis Joseph Laborde genannt (* 17. September 1773 in Paris; † 20. Oktober 1842 ebenda), war ein französischer Diplomat, Reisender, Beamter, Gelehrter und Politiker.
Alexandre de Laborde war der vierte Sohn des wohlhabenden Bankiers Jean-Joseph de Laborde. Von seinem Vater, der durch die Guillotine umkam, nach Österreich geschickt, diente er von 1793 bis 1797 als Offizier in der österreichischen Armee.
Nachdem er 1797 nach Frankreich zurückkehren konnte, trat er in den diplomatischen Dienst unter Talleyrand, der sein Gönner wurde, ein. 1800/01 war er Attaché an der französischen Botschaft in Spanien unter Lucien Bonaparte. Labordes Geliebte Alexandrine Jacob de Bleschamp wurde die Frau von Lucien Bonaparte, was zu Verstimmungen mit Napoleon Bonaparte führte, sodass sich Laborde zunächst der Publikation seiner Reiseberichte durch Spanien widmete. Die Textdichtung zum Lied Partant pour la Syrie (um 1807) wird ihm zugeschrieben. 1808 trat er in den Verwaltungsdienst des französischen Staates ein und wurde Beamter des Staatsrats, zunächst als Auditeur, von 1809 bis 1814 und 1818 bis 1824 als Maître des requêtes, 1811 erhielt er das Amt eines Directeur des Ponts et Chaussées im Département Seine.
Von 1805 bis 1814 war er Bürgermeister von Méréville (Essonne). Von 1822 bis 1824 und 1827 bis 1830 war er Abgeordneter in der Abgeordnetenkammer für das Département Seine. Vom 30. Juli bis 30. August 1830 war er kurzzeitig Präfekt des Département Seine, danach General der Nationalgarde und Ratgeber des Königs Louis-Philippe. Von 1831 bis 1837 war er wieder Abgeordnete für das Département Seine, danach bis zu seinem Tode für das Département Seine-et-Oise.
Laborde verfasste besonders zahlreiche historisch-landeskundliche Studien, oft verbunden mit ausgedehnten Reisen. Seine romantisch gefärbten Reiseberichte mit Illustrationen erlangten weite Verbreitung. 1826 bis Anfang 1828 unternahm er mit seinem Sohn Léon de Laborde (1807–1869) eine Reise durch Europa und den Nahen Osten. Auf ihn geht der Plan eines vollständigen Inventars aller Kulturdenkmäler Frankreichs zurück, der zunächst zu seiner Zeit noch scheiterte, 1834 jedoch zur Schaffung des Amts eines obersten französischen Denkmalschützers („Inspecteur des monuments historiques de France“) führte.
Laborde war Mitglied zahlreicher Akademien und gelehrter Gesellschaften, so der Classe d’histoire et de littérature ancienne des Institut de France (1813–1816), der Académie des Inscriptions et Belles-Lettres (1816), der Académie des sciences morales et politiques (1832), der Société des bibliophiles français, der Société des antiquaires de France (1811). Ferner war er Offizier der Ehrenlegion.

## Schriften
- Description d’un pavé en mosaïque découvert dans l’ancienne ville d’Italica (1802)
- Description des nouveaux jardins de la France et de ses anciens châteaux (1803–1815)
- Lettres sur les sons harmoniques de la harpe (1806)
- Voyage historique et pittoresque en Espagne (4 Bände, 1807)
- Discours sur la vie de la campagne et la composition des jardins (1808)
- Itinéraire descriptif de l’Espagne (5 Bände und Tafelband, 1808; 2. Auflage 1809)
- Voyage pittoresque en Autriche (3 Bände, 1809)
- Des aristocraties représentatives (1814)
- De la représentation véritable de la communauté (1815)
- Les monuments de la France, classés chronologiquement (1816–1826)
- Projets d’embellissement de Paris (1816)
- Quarante-huit heures de garde aux Tuileries, pendant les journées des 19 et 20 mars 1815. Par un grenadier de la Garde Nationale (1816)
- Plan d’éducation pour les enfants pauvres (1819)
- Aperçu de la situation financière de l’Espagne (1823)
- Précis historique de la guerre entre la France et l’Autriche en 1809 (1823)
- Collection de vases grecs expliquée (2 Bände, 1824–1828)
- Au roi et aux chambres, sur la question d’Alger (1830)
- Paris municipe ou tableau de l’administration de la ville de Paris (1833)
- Versailles, ancien et moderne (1830–1840)